# さんじゅーろー
猫城主さんじゅーろー（ねこじょうしゅ さんじゅーろー）とも呼ばれるさんじゅーろーは、岡山県高梁市内山下にある日本の城（山城）備中松山城にいるオス猫である。
さんじゅーろーは2018年、平成30年7月豪雨の直後に備中松山城、三の丸付近で保護されたオス猫でその当時は推定3歳であった。保護された場所が備中松山城でもあり備中松山藩の藩士、新撰組七番組組長の谷三十郎にちなみ、さんじゅーろーと名付けられた。同年12月16日、備中松山城PR大使に任命され常に同城に常駐している。
2020年6月24日、公益社団法人岡山県観光連盟から観光客数を回復させ高梁市の観光を盛り上げたとして令和2年度観光事業功労者として表彰される。

## 生い立ち～備中松山城で観光協会の飼い猫になるまで
生い立ちは不明である。2018年、岡山県高梁市内に住む家庭に保護猫団体の譲渡会を通じて迎入れたネコでその時の名前は｢なつめ｣という名前だった。平成30年7月豪雨の直後7月14日、その家庭から突然逃げ出してそのまま行方不明になるが約3ヶ月後に備中松山城、三の丸付近で同城の管理人に保護され、その後、住み着くことになる。当初は「ご家老さま」という名前が付けられ「猫城主」として来城客に親しまれ徐々に来城客数も増えてきて、マスコミからの取材も多くなりマスメディアに紹介されたことで元の飼い主にも伝わることになる。後日、高梁市観光協会で｢なつめ｣に再会するも既に備中松山城の｢猫城主｣として活躍していることを踏まえて同城や同協会、市民の為になるのならという思いで手放すことを決断されたことで正式に同協会の飼い猫となり「猫城主」として活躍することとなるがこの時期ではまだ正式な認定を受けておらず、どこへ行くとも所在の分らない野良猫状態で飼っていたとされている。

## 行方不明騒動
観光協会の飼い猫として決まってから間もない約１ヶ月後の2018年11月4日、翌日に東京からの週刊誌取材があることに備えて観光協会の関係者が城にいたさんじゅーろーを捕まえて自宅に車で連れて戻り自宅の外で離したことが原因で、さんじゅーろーは一目散にどこかへ逃げてしまった。その翌日の取材の予定も中止となり同協会が総出で捜索することになる。11月12日に名前と、裏には連絡先の電話番号が書かれている白い札を付けた首輪をしている猫を発見したという有力な情報が寄せられる。そして同月23日の夕方になって遂に関係者に近所の人から電話があり駆けつけてみると間違いなくその猫はさんじゅーろーで追いかけると逃げようとしたので追いかけるのを止め｢さんじゅーろー｣と呼びかけると関係者の元へ歩み寄ってきたという。19日間の行方不明騒動は終わった。

## 「猫城主」就任
2018年12月16日、城主が城に戻る「猫城主さんじゅーろー 再入城の儀」が執り行われ、正式に「猫城主」として就任した。

## 就任以降
城内の本丸にある｢五の平櫓｣管理事務所に常駐し、体調に応じて午前10時と午後2時に散歩として「見回り」をしている。
2020年11月1日から高梁市で、さんじゅーろーをデザインした原付バイク用のナンバープレートの交付が始まることに先駆け、10月27日備中松山城本丸にて行なわれた同市による献上式にさんじゅーろーが出席した。

## 記念日
- 3月16日：さんじゅーろーの日[4]

## 出版物での紹介
- 西松 宏「備中松山城 猫城主 さんじゅーろー」『児童書』、ハート出版、岡山、2019年7月、p.136。

## 関連商品
- グッズ；レジンキーホルダー、木製キーホルダー、ラインスタンプ
- 備中松山城の御城印[11][注釈 1]
- 岡山県高梁市ブランド「高梁茶゛」（たかはしぢゃ）[12]